# Arcul lui Wilson (Ierusalim)
Arcul lui Wilson ( ebraică קשת וילסון, transliterat: Keshet Vilson) este numele modern pentru un arc antic de piatră din Ierusalim, primul dintr-un șir de arcade care susținea un pod mare care lega Muntele Templului Herodian de Orașul de Sus de pe dealul de vest opus. Arcul izvorăște din Zidul de Vest și este încă vizibil sub clădirile ulterioare așezate lângă Zid. Numele Arcul lui Wilson este folosit și pentru a desemna sala pe care o acoperă parțial, care este folosită în prezent ca sinagogă. Această sală se deschide spre Piața Zidului de Vest, în colțul de nord-est al pieței, astfel încât să apară în partea stângă a secțiunii de rugăciune a Zidului de Vest pentru vizitatorii care se confruntă cu Zidul.
Arcul se întindea cândva 42 picioare (13 m), susținând un pod care transporta atât o stradă, cât și un apeduct . Săpăturile efectuate între 2015 și 2019 au colectat material organic în mortarul utilizat în diferite etape de construcție. Datarea cu radio-carbon a indicat că podul inițial către Muntele Templului a fost finalizat între anii 20 î.Hr. și 20 d.Hr., iar o dublare a lățimii a avut loc între 30 d.Hr. și 60 d.Hr. Nivelul solului în perioada celui de-al Doilea Templu a fost mai jos cu aproximativ 3 metri decât înălțimea sa în perioada cuceririi timpurii arabe. Astăzi, pietrele originale ale arcului se află în umpluturi la o adâncime de aproximativ 8 metri sub nivelul pavat contemporan. Acest arc a servit odată ca un pod peste o stradă pavată cu piatră care trecea pe sub el, similar cu Arcul lui Robinson. Se crede că podul mai vechi (care nu mai există) a permis accesul la o poartă care era la nivel cu suprafața Muntelui Templului în perioada târzie a celui de-al Doilea Templu.

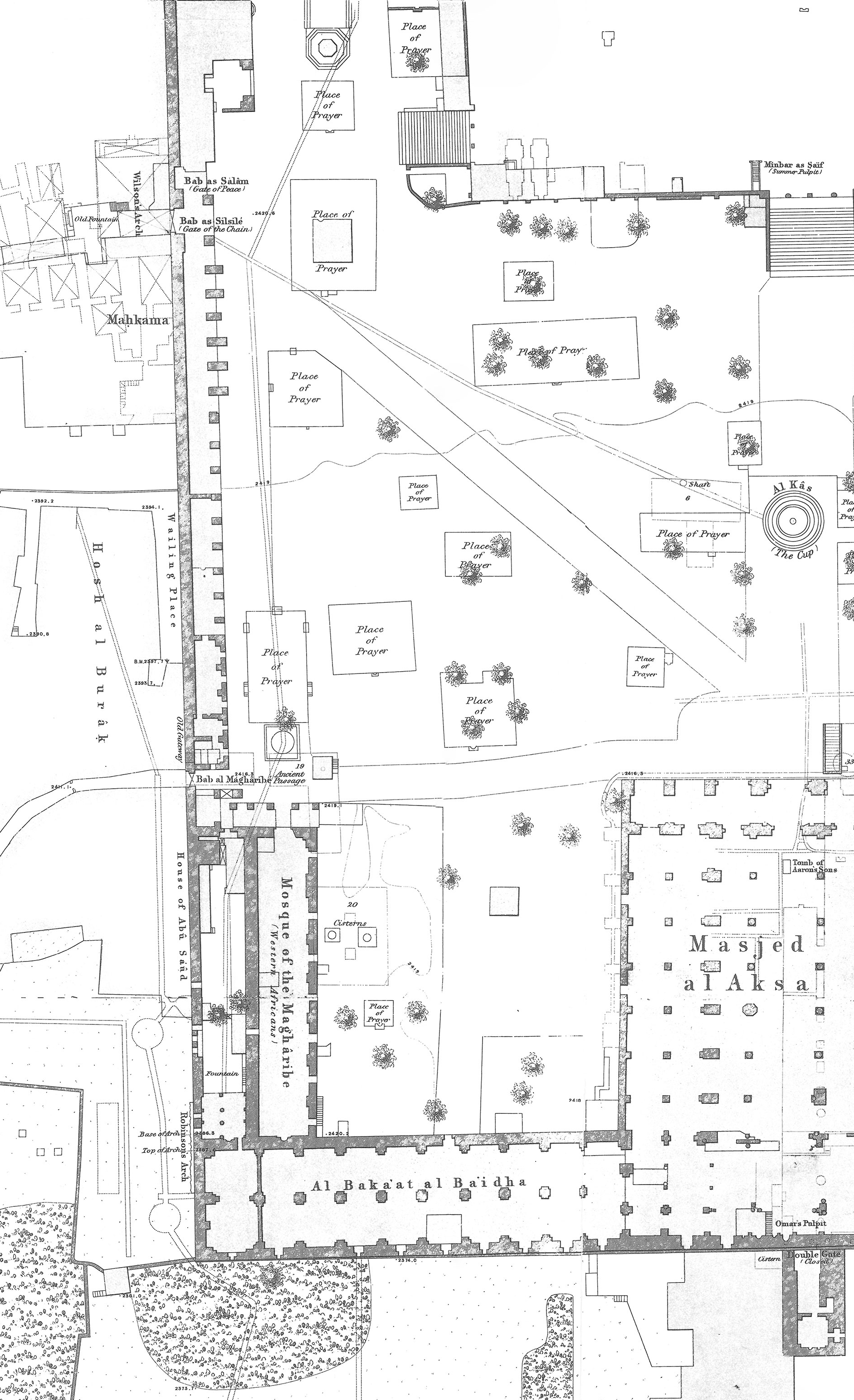
Ordonanţă Survovare a Ierusalimului din 1865, realizat de Wilson, marchează „Arcul lui Wilson” în partea de sus a acestui plan de amplasament

În descrierea survolării pe care a făcuto la locul sitului, Charles Wilson a scris despre „[l]e arc, pe care Sir Henry James l-a denumit după numele meu.

## Locație
Arcul este situat sub Strada Lanțului care duce la Poarta Lanțului Muntelui Templului. Se conectează la Zidul de Vest la est și poate fi accesat de bărbați din Piața Zidul de Vest și de femei din interiorul clădirilor adiacente.

## Scop
Arcul lui Wilson a fost construit ca parte a unui pod descris de Iosifus care lega Muntele Templului de Orașul de Sus de pe Dealul de Vest; a purtat un drum, precum și ultima secțiune a unui apeduct care aducea apă din iazurile lui Solomon de lângă Betleem până la Muntele Templului.

## Data
Trebuie făcută o distincție între rămășițele primului arc al podului, cunoscut sub numele de Arcul lui Wilson, și cele ale restului podului și eventualele completări ulterioare la acesta.

### Data absolută
Săpăturile efectuate între 2015 și 2019 au colectat material organic în mortarul utilizat în diferite etape de construcție. Datarea cu radio-carbon a indicat că podul inițial către Muntele Templului a fost finalizat între anii 20 î.Hr. și 20 d.Hr., iar o dublare a lățimii a avut loc între 30 d.Hr. și 60 d.Hr. Studiul din 2020 a concluzionat că Arcul lui Wilson a fost inițiat de Irod cel Mare și a fost mărit în timpul procurorilor romani, cum ar fi Ponțiu Pilat, într-un interval de 70 de ani.

### Corelații structurale și data relativă
Stinespring a susținut deja în anii 1960 că Arcul este încă păstrat în forma sa originală irodiană, pe baza modului în care este legat de peretele de sprijin al Muntelui Templului, ceea ce indică faptul că este „o parte definitivă a structurii antice a Templului”.
Faptul că structura asemănătoare teatrului roman care a fost descoperită chiar sub arc nu a fost niciodată terminată, din cauza izbucnirii Revoltei Bar Kokhba sau a morții împăratului Hadrian în 138 d.Hr., dă terminus ante quem a fost construit Arcul.
Cea mai veche dintre bazinele de sub arc a fost datată între 1305–1340 d.Hr.

### Teorie alternativă: Data Omeiadă
Există cercetători care au favorizat datarea construcției Arcului în perioada omeiadă (651–750), bazându-și concluziile pe ceea ce ei văd drept dovezi din perioada săpăturilor de după Războiul de șase zile, când Ministerul Afacerilor Religioase din Israel a început să sapă. zona Zidului de Vest încă neexpus și să sape un tunel sub structurile existente deasupra. În cea mai mare parte a timpului acestor săpături, care s-au desfășurat între 1968–82 și au fost reluate în 1985, arheologul districtual al Autorității pentru Antichități din Israel (IAA) pentru Ierusalim a fost Dan Bahat, care a devenit arheologul sitului după ce a demisionat din IAA. . În cartea sa, Jerusalem Down Under: Tunneling Along Herod's Temple Mount Wall, el scrie că dovezile găsite au fost suficiente pentru a-l convinge că, în ciuda credințelor anterioare că Arcul a fost construit în timpul lui Irod, datarea ulterioară este corectă. 
Se crede de către cei care datează actualul arc în perioada ulterioară, că a fost un înlocuitor pentru un arc anterior ridicat în perioada celui de-al Doilea Templu și că omeiazii nu doar au restaurat zidurile de sprijin din jurul Muntelui, ci au și reconstruit. arcurile „Podului Mare”. 

## Dimensiuni
Arcul a fost măsurat de Wilson, care a remarcat că coroana sa atinge o înălțime de 72 picioare 9 inches (22,17 m) deasupra rocii de bază, deschiderea sa fiind de 42 picioare (13 m). Doar un 20 picioare (6,1 m) porțiune din Arc este vizibilă astăzi. 
Un puț pătrat tăiat sub arcada permite vizualizarea fundațiilor masive originale ale zidului, „cu paisprezece rânduri de piatră împletită sub nivelul actual al solului”. 
După unii dimensiunile exacte ale podului din perioada celui de-al Doilea Templu care stătea deasupra arcului sunt imposibil de determinat. 

## Descoperire și săpături

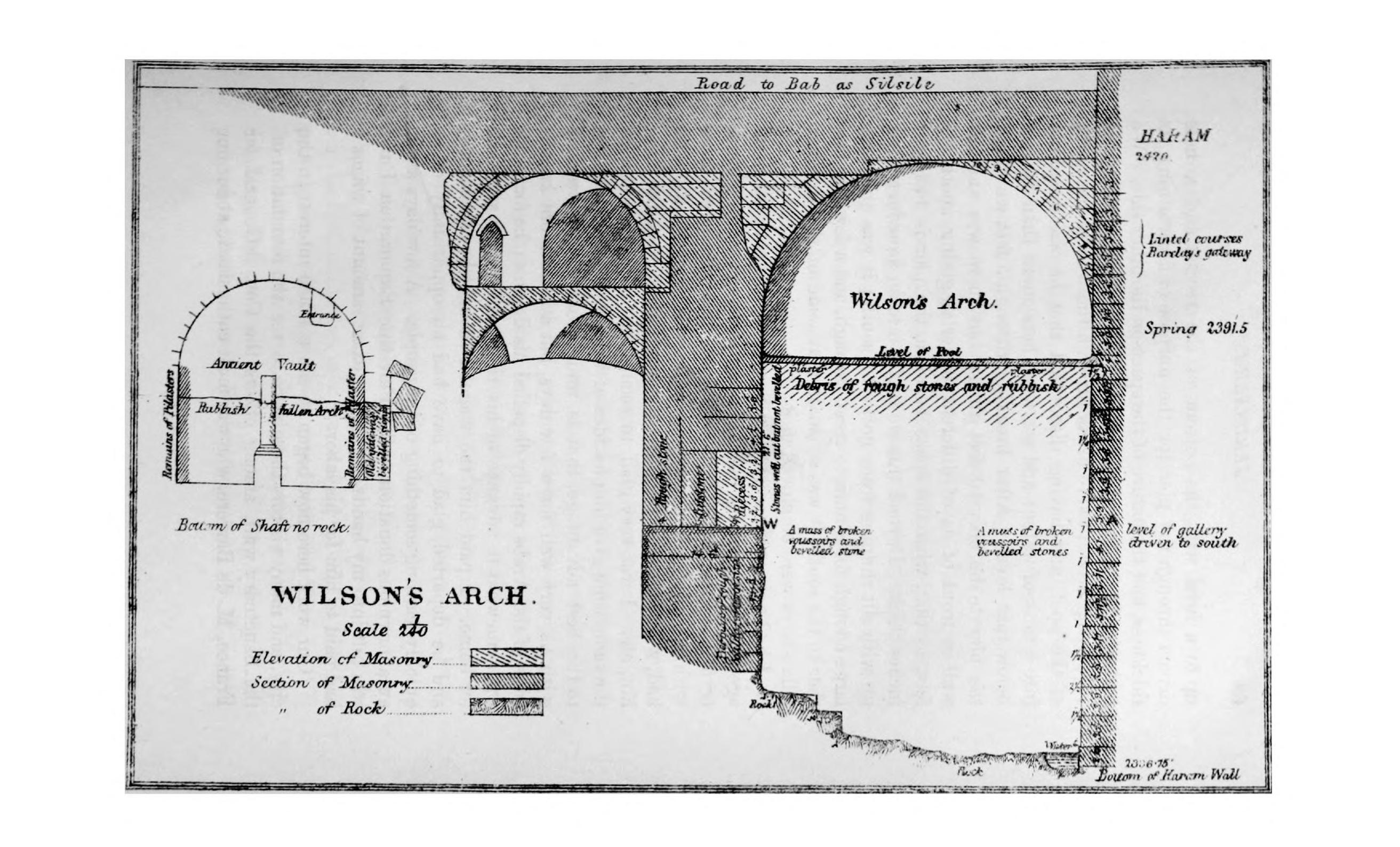
Diagrama Arcului lui Wilson din 1871

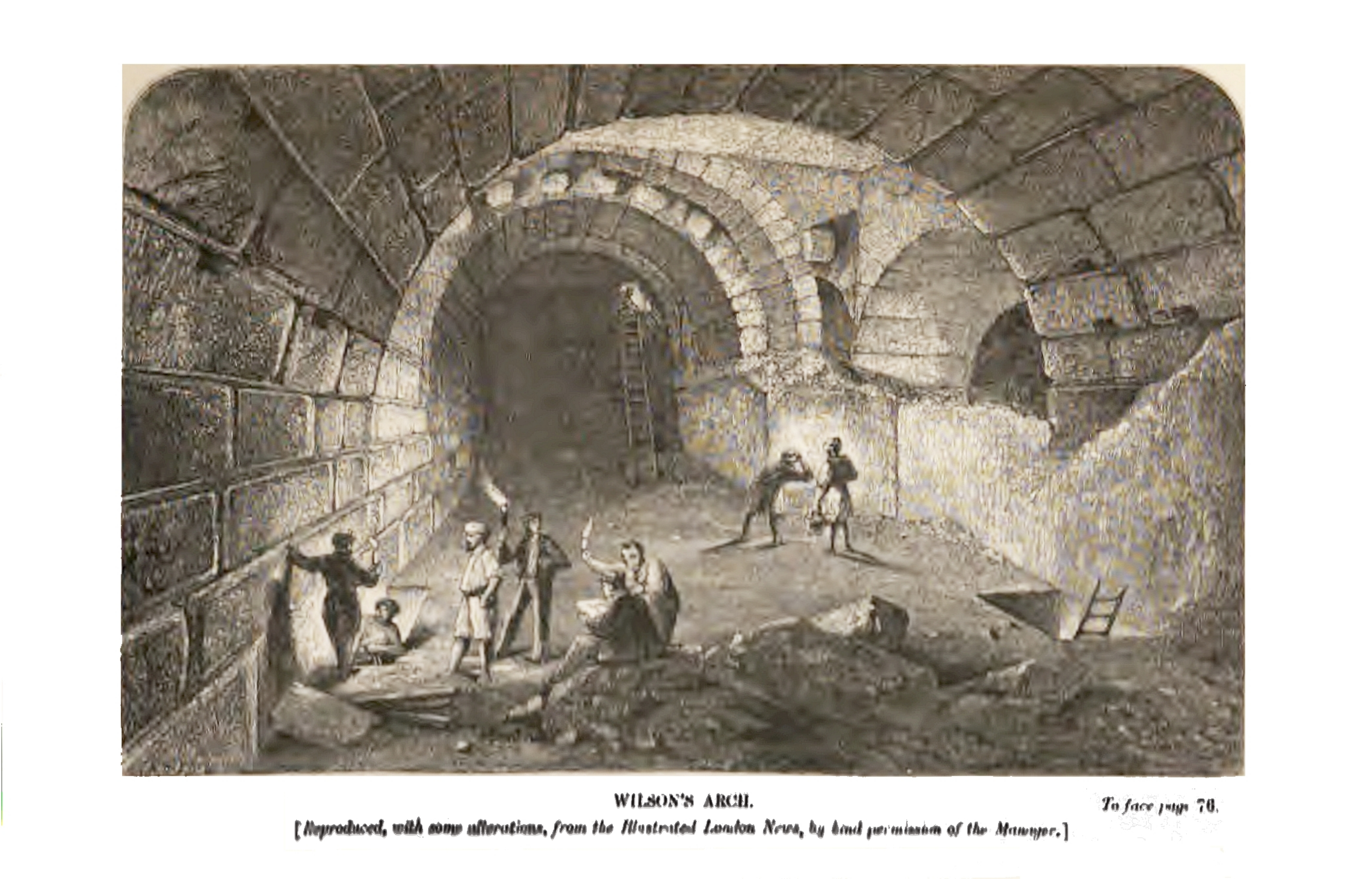
Desen al descoperirii lui Wilson

Titus Tobler a notat structura și a scris în 1853 că „Consider bolțile ca arcuri de susținere pentru poteca sau podul care duce de la Suk Bab es-Sinsleh la Bab es-Sinsleh”.  Arcul a fost documentat științific pentru prima dată în 1865 de către exploratorul și topograful Charles Wilson, pentru care a fost numit. Wilson s-a alăturat Ordnance Survey of Jerusalem în 1864, continuând să participe la proiectul de topografie a orașului care a fost stabilit pentru a îmbunătăți sistemul de apă al orașului. Nu după mult timp după Wilson, Charles Warren a excavat sub arc săpat două puțuri de probă, unul de-a lungul digului de vest până la roca de bază. Și-a publicat descoperirile în 1876.
În 1968, la doar câteva luni după Războiul de șase zile, Israelul a început săpăturile pentru a descoperi porțiunea din Zidul de Vest care nu a fost expusă. Pe măsură ce săpăturile au continuat, deschiderea către arc a fost descoperită, iar molozurile au început să fie îndepărtate. Ar dura 17 ani, până în 1985, până când toată lungimea zidului va fi curățată.
Spațiul de sub arc a fost amenajat după 1967 ca sinagogă, cu un etaj nou construit peste podeaua unui mare rezervor de apă mameluc - otoman, numit de Warren „Pool Al Burak”. Prezența sinagogii a limitat săpăturile ulterioare sub Arcul lui Wilson într-o mare măsură, cu săpături limitate fiind efectuate în 2006 și 2011, urmate de o săpătură substanțială între 2015-18 pe o suprafață totală de 200 m³. Acest mare proiect s-a concentrat pe datarea arcului și, după ce a expus o structură asemănătoare unui teatru direct sub acesta, data și funcția acestei descoperiri neașteptate.

## Structuri asociate

### „Piatra de Vest” Irodiană
Piatra de Vest, situată în secțiunea de nord a Arcului, este un bloc de piatră monolit care face parte din nivelul inferior al Zidului de Vest. Cântărind 570 de tone (628 de tone),  este unul dintre cele mai mari blocuri din lume . Piatra are 13,6 metri (44,6 picioare) lungime, 4,5 metri (15 picioare) lățime și are o înălțime estimată de 3,5 metri (11,5 picioare). Este considerat a fi unul dintre cele mai grele obiecte ridicate vreodată de ființele umane fără mașini de cai putere. Este cea mai mare piatră de construcție găsită în Israel și a doua în lume. Este doar parțial intactă, restul a fost distrus în anul 70 d.Hr. în timpul asediului roman al Ierusalimului.

### Structură asemănătoare teatrului roman
O mică structură asemănătoare unui teatru roman a fost descoperită chiar sub Arc. Teatrul nu a fost niciodată terminat, acesta fiind posibil rezultatul Revoltei Bar Kokhba sau al morții împăratului Hadrian (r. 117–138).

### Bazinul Mameluc-Otoman „Al-Buraq”.
Sinagoga modernă de sub arc acoperă cisterna mameluci - otomană cunoscută pe vremea lui Wilson și Warren sub numele de „Piscina Al Burak ”.

### Clădirea Makhkama
Peste zona sălii de rugăciune acoperită parțial de Arc se află clădirea mare cunoscută sub numele de „Makhkama” („Casa de judecată”) sau „Tankiziah”, care include un pridvor cu vedere la Muntele Templului.  Fostul rabin șef Shlomo Goren obișnuia să folosească acel pridvor pentru a recita rugăciuni speciale „Kinot” în noaptea de Tişa b'Av (XV în Av).

## Sinagogă modernă
După războiul de șase zile din 1967, spațiul de sub arc a fost transformat într-o sinagogă.
În 2005, Fundația pentru Patrimoniul Zidului de Vest a inițiat un efort major de renovare sub conducerea rabinului Rabinovici, pe atunci rabin al zidului („Rabinul Kotelului”, așa cum se face de obicei referire la titlu, folosind cuvântul ebraic colțul Zidului Vestic).  Muncitorii israelieni au renovat și restaurat zona timp de trei ani, întărind arcul în pregătirea pentru accesul vizitatorilor și utilizarea pentru rugăciune. Schelele au rămas la locul lor timp de peste un an pentru a permite lucrătorilor să îndepărteze cimentul care fusese aplicat ca petice peste piatră. Restaurarea a inclus completări la secțiunea pentru bărbați, inclusiv o Arcă Torah care poate proteja peste o sută de suluri ale Torei, pe lângă noi rafturi de cărți, o bibliotecă și încălzire pentru iarnă și aer condiționat pentru vară. Există, totodată, o nouă cameră construită pentru scribii care întrețin și păstrează sulurile Tora folosite la Zid. 

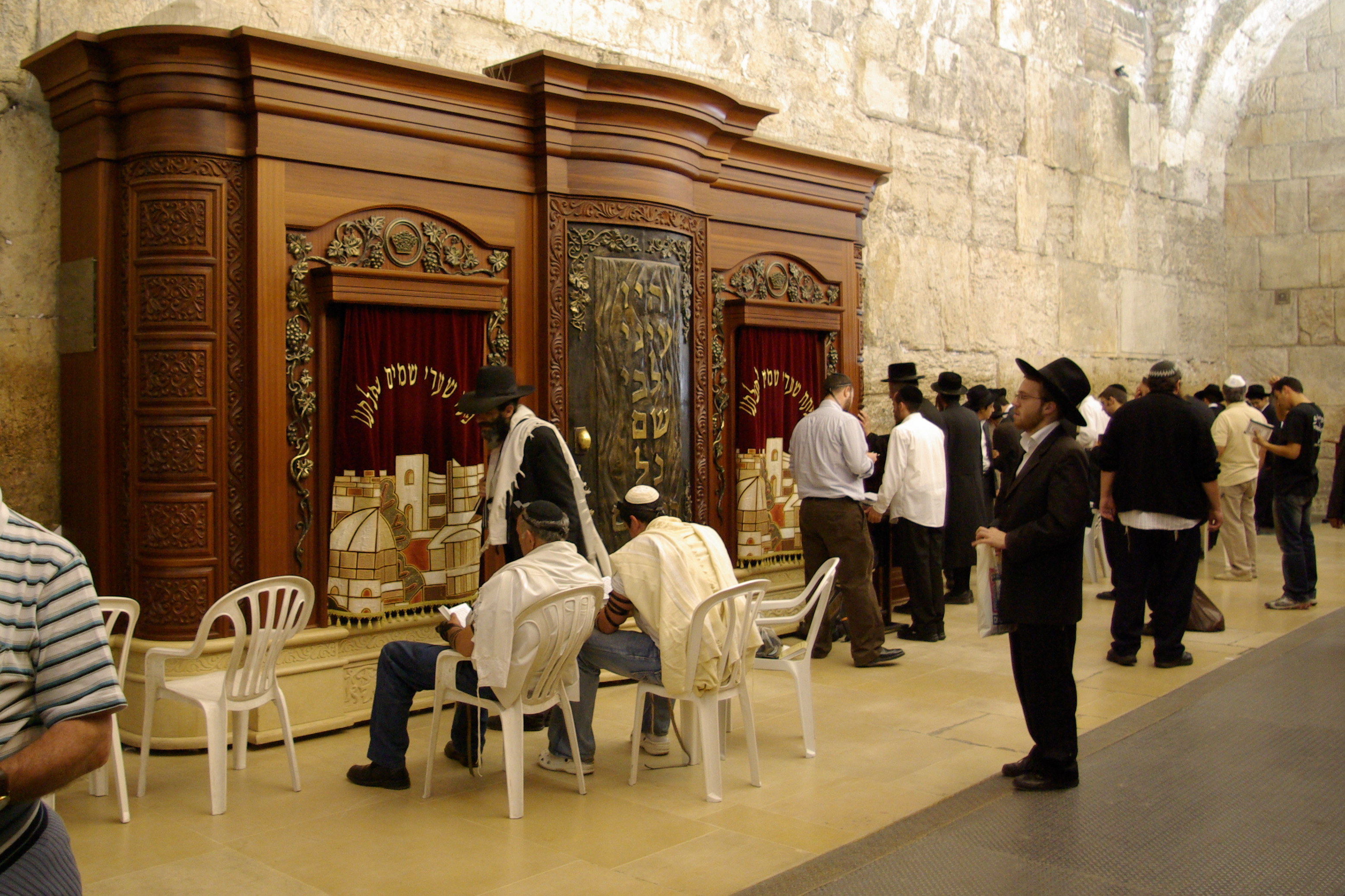
Arca Torei în interiorul secțiunii pentru bărbați din Arcul Wilson.

Vorbitorii de la ceremonia de dedicare din 12 Martie 2006 au inclus: președintele Israelului, domnul Moshe Katzav, rabini-șefi de rit aşkenazi și sefarzi, rabinul Yona Metzger și rabinul Shlomo Amar, primarul Ierusalimului, rabinul Uri Lupolianski, rabinul șef al Kotelului, rabinul Rabinovici și directorul Fundației pentru Patrimoniul Zidului de Vest, rabinul Mordechai (Suli) Eliav.

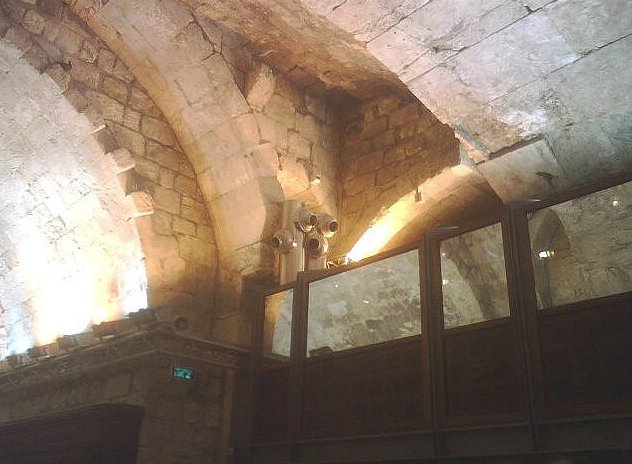
Secția pentru femei/balcon, zona de rugăciune Arcul lui Wilson

O nouă construcție a inclus și o secție pentru femei și o galerie, care a fost dedicată pe 25 Mai 2006, la puțin mai mult de două luni după ceremonia de dedicare din Martie. Această adiție creează o secțiune pentru femei pentru a permite locuri separate în timpul slujbelor de închinare și a evenimentelor speciale desfășurate în zona de rugăciune Wilson's Arch, inclusiv ceremonii Bar Mitzvah și reclame pentru programe speciale, cum ar fi rugăciunile de la mijlocul nopții care culminează cele șase săptămâni. Perioada „Shovavim” s-a gândit să le reamintească femeilor că această nouă zonă există.  Potrivit Fundației pentru Patrimoniul Zidului Vestic, această nouă construcție le permite femeilor, pentru prima dată, „să participe la slujbele ținute în interiorul de sub Arc”. Pe 14 Mai 2008, Prima Doamnă a Statelor Unite, Laura Bush, a vizitat noua secțiune pentru femei în timpul vizitei sale în Israel.
Pe 25 Iulie 2010, un Ner Tamid, o „lumină eternă” care arde ulei, a fost instalat în sala de rugăciune din cadrul Arcului lui Wilson, prima lumină veșnică instalată în zona Zidului de Vest. Potrivit Fundației pentru Patrimoniul Zidului de Vest, de mulți ani se solicită ca „o lampă cu ulei de măsline să fie plasată în sala de rugăciune din Piața Zidului Vestic, așa cum este obiceiul în sinagogile evreiești, pentru a reprezenta sfeșnicul "menora" al Templului din Ierusalim, precum și focul perpetuu arzând pe jertfelnic al ofrandelor arse din fața Templului, mai ales în locul cel mai apropiat de locul unde stăteau ei”.

## Evenimente speciale

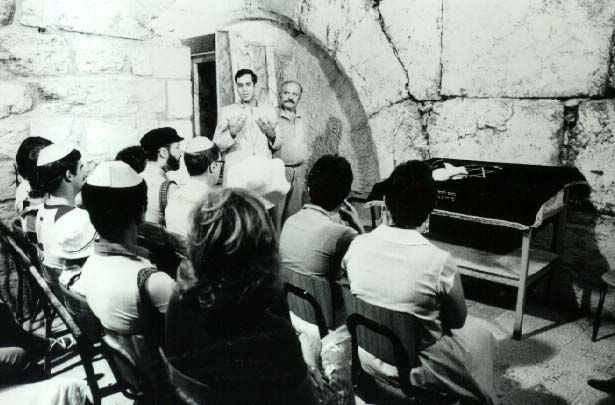
1983 serviciu inter-religios

În 1983, un serviciu inter-religios extrem de neobișnuit a fost desfășurat în zona de sub Arcul lui Wilson – primul serviciu inter-religios care a fost desfășurat vreodată la Zidul de Vest de când a intrat sub controlul israelian. La care au participat atât bărbați, cât și femei cărora li sa permis să stea împreună, a fost desfășurată sub supravegherea Ministerului Afacerilor Religioase din Israel și condusă de capelanul (rabinul) al marinei americane Arnold Resnicoff . Reprezentantul Ministerului Afacerilor, Yonatan Yuval, a fost prezent, răspunzând întrebărilor presei că acest serviciu a fost autorizat ca parte a unui eveniment special de bun venit pentru Flota a VI-a SUA.  
De la restaurare, în zonă au fost programate un număr tot mai mare de evenimente de cult, pentru a profita de acoperirea și controlul temperaturii, mai ales pentru slujbele de noapte care se recitează în mod tradițional la Zid. De exemplu, „Tikkun Chatzot”, o rugăciune cabalistică de la miezul nopții pentru mântuire a fost desfășurată acolo, la care au participat o serie de personalități publice.
Zona a fost, totodată, utilizată în perioadele în care problemele de securitate fac dificilă permiterea utilizării pieței de rugăciune în aer liber, cum ar fi vizita din 19 Martie 2009 a Papei Benedict al XVI-lea la Zid și Muntele Templului. În ciuda faptului că vizita Papei a coincis cu festivalul evreiesc de Lag b'Omer (a XXXIII-a zi de la Paşti), s-a luat decizia de a închide Zidul și de a nu permite slujbele, dar la cererea rabinului Zidului, Shmuel Rabinowitz, guvernul a permis să fie condusă închinare în zona Arcului. Decizia inițială de a închide întreaga zonă de rugăciune închinării iudaice începuse să trezească reacții negative de îndată ce decizia a fost anunțată, cu o lună și două luni înainte de vizită. Rabinul Rabinowitz, protestând împotriva deciziei, a fost citat spunând că „Este de neconceput ca vizita papei să rănească credincioșii de la Zidul de Vest, dintre care unii s-au rugat acolo zilnic”. O parte din reacție a fost o amenințare de a se aduna și de a protesta din partea unor israelieni, spunând că poliția va trebui să-i „târească” din zonă. Articolele de știri au citat un comentariu conform căruia: „La fel cum vizita unui rabin șef la Vatican nu determină închiderea Vaticanului, ne așteptăm la aceeași abordare atunci când papa vizitează un loc sfânt pentru poporul evreu”. Decizia de a utiliza zona de rugăciune din cadrul Arcului lui Wilson, permițând închinarea în timpul vizitei Papei, a fost în cele din urmă anunțată de Poliția Israelului și Agenția de Securitate a Israelului (ISA/Shin Bet).  Închinători au fost lăsați să intre în piața principală în orele dinainte de sosirea programată a Papei, dar rugăciunea au mutato înăuntru în Arcul lui Wilson înainte de sosirea lui efectivă.
Difuzarea video și audio al unor evenimente speciale sunt disponibile online de la „Camera Arcului lui Wilson” (webcam)  Aceasta nu funcționează în şabat, sabatul evreiesc, sau în acele sărbători evreiești când fotografia este interzisă de legea religioasă evreiască.